# Andrea Stramaccioni
Andrea Stramaccioni (Roma, provincia de Roma, Italia, 9 de enero de 1976) es un exfutbolista y entrenador italiano. Actualmente entrena al Al-Gharafa Sports Club de Catar. Además, es graduado en Derecho por La Sapienza.

## Trayectoria

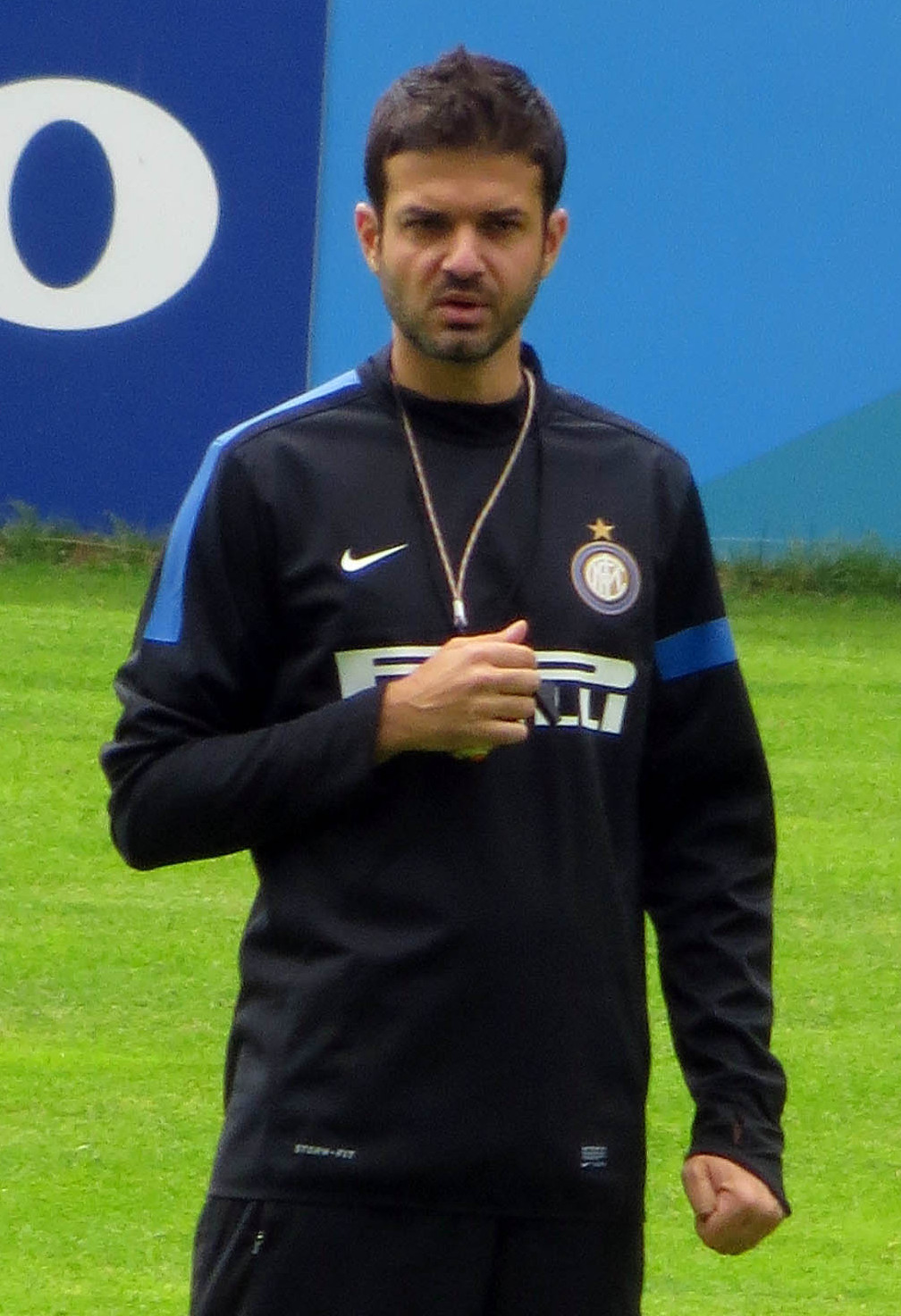
Andrea Stramaccioni, entrenador del Inter de Milán

### Jugador
Actuaba como defensa, pero su carrera se vio truncada por una grave lesión de rodilla en su primer y único partido con el Bolonia, que le obligó a retirarse con sólo 18 años.

### Entrenador
Comenzó entrenando en las categorías inferiores del AS Roma, equipo del cual es seguidor.
Inter de Milán
En verano de 2011, Stramaccioni se hizo cargo del filial del Inter de Milán, pero a finales de la temporada 2011-12 fue promocionado a entrenador interino del primer equipo tras la destitución de Claudio Ranieri (concretamente, el 26 de marzo de 2012).
El 1 de abril de 2012, se produjo el debut de Stramaccioni con el conjunto nerazzurro frente al Genoa en la Serie A de Italia, en un partido que terminaría 5-4 con victoria para los interistas. Finalmente, el joven técnico dejó al Inter en 6.º puesto en la Serie A 2011-12, tras sumar 17 puntos en 8 partidos. Eso le supuso la renovación de su contrato hasta 2014, pese a que en principio llegaba como entrenador interino.
En la Serie A 2012-13, tras superar un irregular comienzo, parecía que el Inter podía volver a luchar por estar entre los grandes, situándose entre las 5 primeras posiciones hasta el inicio de la segunda vuelta. Pero un horrible final de temporada dejó al equipo sin posibilidades de clasificarse para competiciones europeas por primera vez en 14 años. En la Liga Europa, cayó en octavos de final ante el Tottenham por la regla del gol de visitante; mientras que en la Copa de Italia, fue apeado en semifinales por la AS Roma. Tras esta mala campaña, fue despedido y reemplazado por Walter Mazzarri.
Udinese
El 4 de junio de 2014, Stramaccioni fue anunciado como nuevo técnico del Udinese Calcio. Tuvo un comienzo prometedor al ganar 3 de los 4 primeros partidos en la Serie A, situando al equipo italiano en la 3.ª posición, pero no pudo mantener el ritmo y terminó la primera vuelta como 12.º clasificado. La tendencia no cambió en la segunda vuelta y el conjunto friulano acabó siendo 16.º, su peor temporada desde que la Liga consta de 20 equipos. El 1 de junio de 2015, el club anunció que el técnico no iba a continuar en el banquillo del Estadio Friuli.
Panathinaikos
El 8 de noviembre de 2015, Stramaccioni firmó un contrato hasta 2017 con el Panathinaikos de la Superliga de Grecia. El equipo heleno terminó siendo subcampeón de la competición, accediendo a los "play-off", donde se clasificó para la Liga Europa. Sin embargo, los resultados no le acompañaron en su segunda temporada, y acabó siendo cesado en sus funciones el 1 de diciembre de 2016.
Sparta de Praga
El 28 de mayo de 2017, Stramaccioni fue presentado como nuevo técnico del Sparta de Praga. Su estancia en el club checo apenas duró 9 meses, puesto que fue despedido el 6 de marzo de 2018, tras ser eliminado de la Copa y dejando al equipo como 5.º clasificado en la Liga checa.
Esteghlal Tehran
El 13 de junio de 2019, Stramaccioni se incorporó al Esteghlal Tehran de Irán. Sin embargo, se desvinculó del club el 26 de diciembre a causa del impago de su retribución.

## Clubes

### Como jugador
| Club    | País   | Año       | Partidos | Goles |
| ------- | ------ | --------- | -------- | ----- |
| Bologna | Italia | 1994-1995 | 1        | 0     |

### Como entrenador
| Club                   | País            | Año       | P  | PG | PE | PP | % v.   |
| ---------------------- | --------------- | --------- | -- | -- | -- | -- | ------ |
| Inter de Milán         | Italia          | 2012-2013 | 65 | 31 | 11 | 23 | 53.33% |
| Udinese Calcio         | Italia          | 2014-2015 | 41 | 12 | 12 | 17 | 39.03% |
| Panathinaikos          | Grecia          | 2015-2016 | 52 | 22 | 14 | 16 | 51.28% |
| Sparta de Praga        | República Checa | 2017-2018 | 23 | 10 | 6  | 7  | 52.18% |
| Esteghlal Tehran       | Irán            | 2019      | 15 | 9  | 4  | 2  | 68.89% |
| Al-Gharafa Sports Club | Catar           | 2021-2022 | 51 | 21 | 11 | 19 | 48.37% |
| Fuente                 |                 |           |    |    |    |    |        |